# Municipio de Sacalum
El municipio de Sacalum es uno de los 106 municipios del estado mexicano de Yucatán. Su cabecera municipal es la localidad homónima de Sacalum.

## Toponimia
El nombre del municipio, Sacalum, significa en lengua maya tierra blanca, el vocablo sak signficando blanco y lu'um, tierra.

## Colindancia
El municipio de Sacalum está ubicado en la región sur poniente del estado de Yucatán y colinda al norte con  Tecoh y Abalá; al sur con Ticul; al oriente con Chapab y Tecoh y al occidente con el municipio de Muna.

## Datos históricos
- Antes de la conquista de Yucatán, la región perteneció al cacicazgo de los Tutul xiúes, bajo la jurisdicción de Maní.
- El poblado de Sacalum, Tierra blanca, fue establecido poco después de la  conquista de Yucatán por el clérigo Juan de Santa María.
- Se asentó ahí la legión de los franciscanos, que lo abandonaron en 1820.
- Sacalum pasa a formar parte del partido de la Sierra Baja con cabecera en Mama en el año de 1825.
- En 1921 se vuelve municipio libre.

## Economía
Las principales actividades productivas están concentradas en el sector agropecuario. Se cosecha el maíz, el henequén, frijol, jitomate, chiles, hortalizas, sábila y cítricos. Se cría también ganado bovino y porcino, así como aves de corral.

## Atractivos turísticos
- Arquitectónicos:
  - En la cabecera municipal la exhacienda San Antonio Sodzil.
  - La parroquia de San Antonio de Padua construida en parte en el siglo XVII.

- Arqueológicos:

En el municipio hay interesantes vestigios de la cultura maya: Yunkú y Mucuyché, son los nombres de los pequeños yacimientos.
- Fiestas populares:

El 3 de mayo se festeja a la Santa Cruz. Se realizan con este motivo procesiones y vaquerías.